# Ludwig Blochberger
Ludwig Blochberger (ur. 3 grudnia 1982 w Berlinie) – niemiecki aktor.

## Życiorys
Urodził się w Berlinie wschodnim jako syn pary aktorskiej – Gitty i Lutza Blochbergerów. Jego ojciec był protestantem, a siostra została ochrzczona. W 1984 wraz z rodziną przeniósł się do Drezna z powodu zajęć teatralnych obojga rodziców. W 1990 uczęszczał przez rok do Kreuzschule w Dreźnie. W 1992 wyjechał do Wiednia. 
W latach 1992–1995 związany był z Wiedeńskim Chórem Chłopięcym, z którym odbył trasy koncertowe po Japonii, Australii i USA. W 1995 po raz pierwszy brał udział w teatrze plenerowym w Chur (w Szwajcarii) w sztuce Georga Büchnera Woyzeck. W 1998 w wiedeńskim Burgtheater grał księcia Edwarda III w inscenizacji Edward II. Na telewizyjnym ekranie zadebiutował jako Carl Theodor w dramacie Jak czarna mewa (Wie eine schwarze Möwe, 1998). W 1999 powrócił do rodzinnego Berlina. W trzyczęściowym miniserialu Arte Mannowie – Powieść stulecia (Die Manns – Ein Jahrhundertroman, 2000) u boku Armina Muellera-Stala został obsadzony w roli Klausa Heusera. W 2001 rozpoczął studia aktorskie w Akademii Sztuk Dramatycznych im. Ernsta Buscha. W 2003 w Teatrze Niemieckim w Berlinie wystąpił w widowisku Arystofanesa Die Vögel. W telewizyjnym filmie muzycznym Schumann, Schubert und der Schnee (2006) zagrał Franza Schuberta. W 2006 na scenie Komische Oper Berlin wystąpił w operze Mozarta Die Zauberflöte. W 2007 zagrał w sztuce Rolfa Hochhutha Heil Hitler! w Akademie der Künste i spektaklu Brechta Baal w monachijskim teatrze ludowym. We włoskim telewizyjnym dramacie biograficznym Rai 1 Na imię miał Franciszek (Francesco, 2014) z Mateuszem Kościukiewiczem w tytułowej roli Franciszka z Asyżu wcielił się w postać papieża Innocenty’ego III. W serialu kryminalnym ZDF Der Alte (2015–2022) wystąpił w roli komisarza Toma Kupfera.

## Filmografia

### Filmy
- 2004: Letnia burza jako Oli
- 2006: Życie na podsłuchu jako Benedikt Lehmann, student Wieslera
- 2008: Lektor jak student grupy seminaryjnej
- 2008: Żona anarchisty jako Luis (głos)

### Seriale
- 2005: Tatort: Leerstand jako Alexander Kern
- 2005: Tatort: Im Alleingang jako Lukas Eckermann
- 2006: Tatort: Sonnenfinsternis jako Manuel Dettmer
- 2007: Jednostka specjalna „Dunaj” – odc. Mordgesellen jako Ben Steiner
- 2007: Kobra – oddział specjalny – odc. Prokurator (Der Staatsanwalt) jako Billy Kid
- 2009: Telefon 110 – odc. Tod im Atelier jako Hagen Dietrich
- 2012: Tatort: Alter Ego jako Sebastian Leśniak
- 2013: Nasze matki, nasi ojcowie – odc. Eine andere Zeit jako Freitag
- 2017: Jednostka specjalna „Dunaj” – odc. Himmel voller Sterne jako Johannes Ebner